# Złotoślepiec
Złotoślepiec (Chrysospalax) – rodzaj ssaków z podrodziny złotokretów (Chrysochlorinae) w obrębie rodziny złotokretowatych (Chrysochloridae).

## Rozmieszczenie geograficzne
Rodzaj obejmuje gatunki występujące w Afryce Południowej.

## Morfologia
Długość ciała samic 127–229 mm, samców 148–235 mm, długość tylnej stopy samic 13–27 mm, samców 14–28 mm; masa ciała samic 93–500 g, samców 108–470 g.

## Systematyka
Rodzaj zdefiniował w 1883 roku amerykański zoolog Theodore Nicholas Gill w rozdziale dotyczącym ssaków opublikowanym w 5. tomie publikacji pod redakcją Kingsleya zatytułowanej Standardowa historia naturalna. Gill wymienił dwa gatunki – Chrysochloris trevelyani A. Günther, 1875 i Chrysochloris villosa A. Smith, 1833 – z których gatunkiem typowym jest (późniejsze oznaczenie) złotoślepiec olbrzymi (Ch. trevelyani).

### Etymologia
- Chrysospalax: gr. χλωρος khlōros ‘zielony’; σπαλαξ spalax, σπαλακος spalakos ‘kret’[8].
- Bematiscus: gr. βημα bēma, βηματος bēmatos ‘krok, chód’[9]; łac. przyrostek zdrabniający -iscus, od gr. przyrostka zdrabniającego -ισκος -iskos[10]. Gatunek typowy: Cope wymienił dwa gatunki – Chrysochloris trevelyani A. Günther, 1875 i Chrysochloris villosa A. Smith, 1833 – z których gatunkiem typowym jest (późniejsze oznaczenie) Chrysochloris villosa A. Smith, 1833.

### Podział systematyczny
Do rodzaju należą następujące gatunki:
| Grafika | Gatunek                 | Autor i rok opisu  | Nazwa zwyczajowa           | Podgatunki         | Rozmieszczenie geograficzne | Podstawowe wymiary            | Status IUCN |
| ------- | ----------------------- | ------------------ | -------------------------- | ------------------ | --- | ----------------------------- | ----------- |
|         | Chrysospalax villosa    | (A. Smith, 1833)   | złotoślepiec szorstkowłosy | 6 podgatunków      | endemit Południowej Afryki: wschodnia część Prowincji Przylądkowej Wschodniej, prowincje KwaZulu-Natal, Gauteng oraz północno-środkowa i południowa część Mpumalangi | DC: 12,7–17,5 cm MC: 93–160 g | VU          |
|         | Chrysospalax trevelyani | (A. Günther, 1875) | złotoślepiec olbrzymi      | gatunek monotypowy | endemit Południowej Afryki: Prowincja Przylądkowa Wschodnia (pomiędzy East London a Port Saint Johns)                                                                | DC: 21–23 cm MC: 410–500 g    | EN          |

Kategorie IUCN:  VU  – gatunek narażony,  EN  – gatunek zagrożony.